# Искусство места
Искусство места (англ. Site works) — направление современного искусства, характерной особенностью которого является учёт «специфики места» при создании художественной работы. Первые работы, в которых контексту (окружению) отводилась особая роль, были созданы в 1950-х годах. Как частный случай искусства места можно рассматривать паблик-арт — искусство в городской среде, ориентированное на неподготовленного зрителя и подразумевающее коммуникацию с городским пространством.
Работы, относящиеся к искусству места, рассматриваются как способ изменения того места, в котором они находятся; другими словами, место, в котором находится художественное произведение (галерея, уличное пространство, природный объект), становится неотъемлемой частью этого произведения.

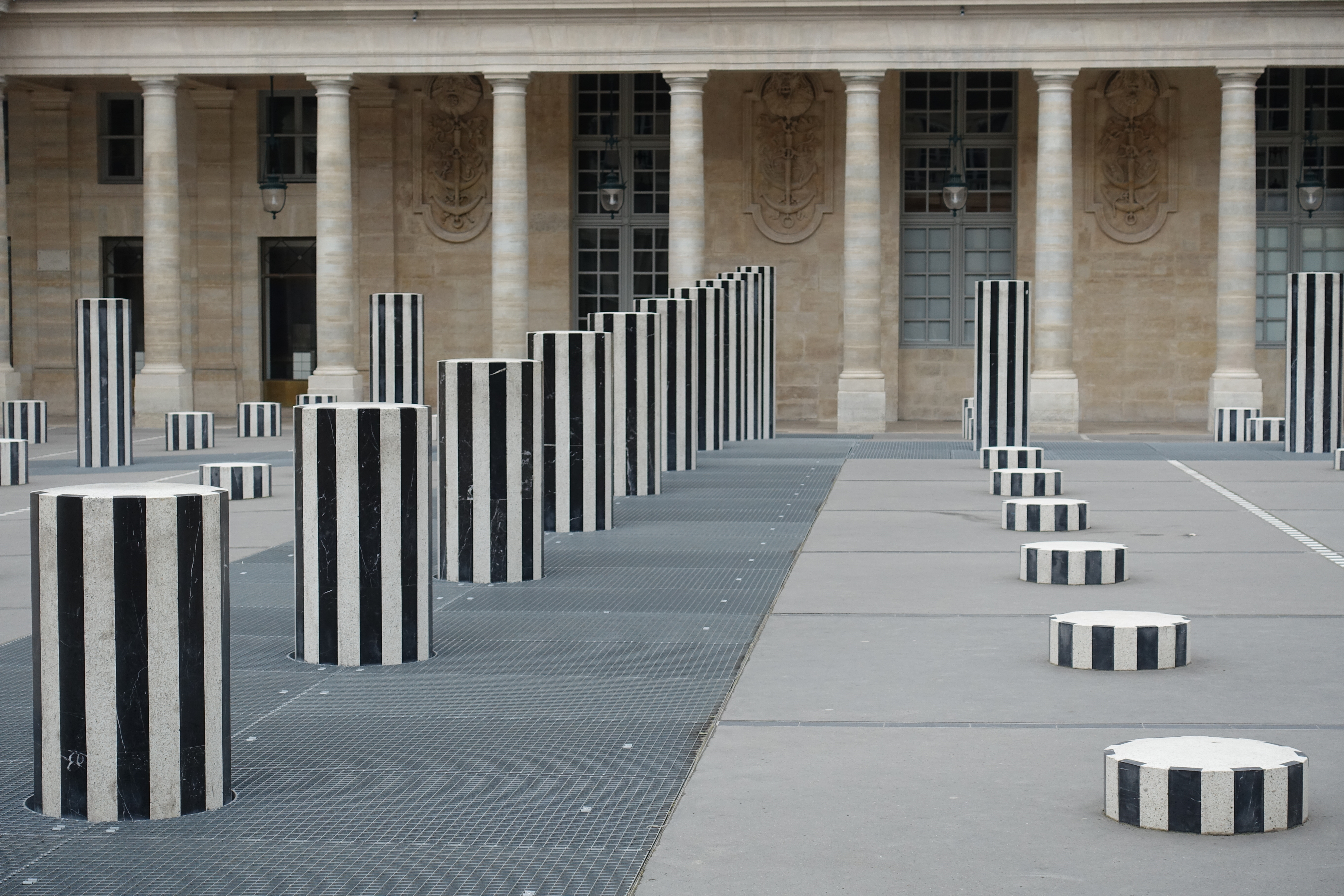
«Два уровня» Даниеля Бюрена, Париж

Идея, согласно которой искусство следует вывести из музея во «внешний мир», сближает данное направление с концептуальным искусством, ленд-артом и таким течением, как флюксус.
Про «специфику места» стали говорить в 1960-х годах в связи с творчеством таких художников-концептуалистов, как Ханс Хааке и Даниель Бюрен. К этому же времени относится широкое распространение общехудожественной позиции, согласно которой искусство не должно ориентироваться на узкий, привилегированный круг зрителей; такой подход привёл к тому, что власти как в Европе, так и в США стали всё в большей степени финансировать общественные проекты, в том числе и проекты, ориентированные на «специфику места».

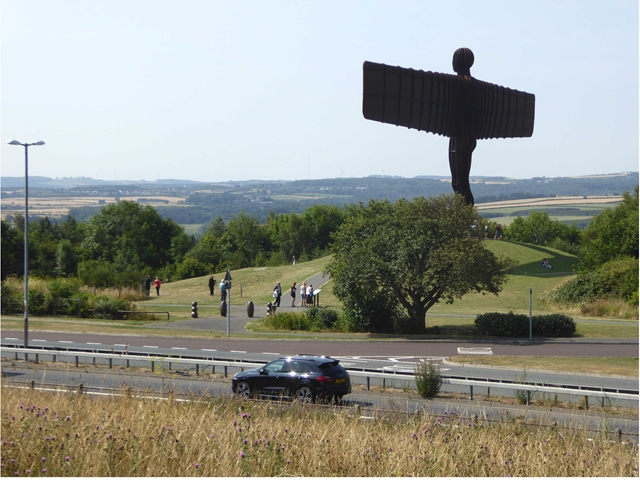
«Ангел Севера» Энтони Гормли, Гейтсхед, Англия

Среди наиболее известных произведений, относящихся к «искусству места», — «Колонна-бита» Класа Олденбурга в Чикаго, представляющая собой 30-метровую стальную бейсбольную биту (1977), «Опрокинутая дуга» Ричарда Серра в Нью-Йорке (стальное лезвие длиной 36 м и высотой 3,6 м, установлено в 1981 году, демонтировано в 1989 году), «Два уровня» Даниеля Бюрена в Париже (композиция из полосатых срезанных колонн различной высоты во внутреннем дворе Пале-Рояля, 1985—1986) и «Ангел Севера» Энтони Гормли в Гейтсхеде на северо-востоке Англии (20-метровая стальная скульптура с размахом крыльев 54 м, расположенная на холме рядом с каменноугольными копями). Реакция публики на эти и подобные творения была различна. «Колонна-бита» и «Ангел Севера» публикой и критиками были встречены достаточно доброжелательно, в том же время инсталляция «Два уровня» вызвала крайнее возмущение с разных сторон, которое, однако, со временем утихло. Что касается «Опрокинутой дуги», то критики её хвалили, в то время как общественность выступила категорически против её присутствия в городском пространстве; одна из претензий к «Опрокинутой дуге» заключалась в том, что раньше площадь можно было пересечь по прямой, а теперь людям приходилось обходить скульптуру, Серра же утверждал, что таков и был его замысел — чтобы человеку волей-неволей приходилось взаимодействовать с произведением искусства; кончилось же всё тем, что после судебного разбирательства работа была демонтирована.